# Suontee
El lago Suontee (en finés: Suonteejärvi) es un gran lago en el país europeo de Finlandia. La parte norte del lago está situada en la región de Finlandia Central, y la parte sur de la región de Savo del Sur. La parte meridional está en estado más natural con agua muy clara, y se incluye en la red de conservación Natura 2000 de la Unión Europea. El área de protección es de 2625 hectáreas de ancho. Las aves típicas incluyen al colimbo ártico o gavia ártica (Gavia arctica). Históricamente lo grandes lagos Suontee y Puula eran un lago hasta el año 1854, cuando el nivel del agua se redujo 2,5 metros. Esto ha traído hasta pilas geológicas, que se forman por el agua.